# 芮跃华
芮跃华（1958年—），江苏溧阳人，汉族，中华人民共和国政治人物、第十二届全国人民代表大会湖北地区代表。
毕业于西南财经大学财政学专业。加入中国共产党。2013年，担任全国人大代表。